# Agilão
Agilão ou Ágilo (em latim: Agilo) foi oficial romano de origem alamana do século IV, ativo no reinado dos imperadores Constâncio II (r. 337–361) e Juliano, o Apóstata (r. 361–363), Valentiniano I (r. 364–375) e Valente (r. 364–378).

## Vida

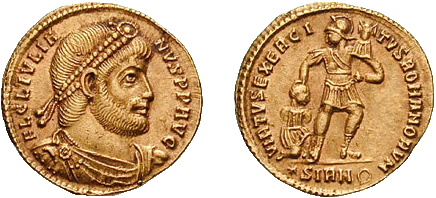
Soldo de r.

Agilão era alamano. Em data incerta se casou com Veciana, filha de Aráxio. Em 354, quando serviu como tribuno dos estábulos, foi suspeito de dar informação militar a seus conterrâneos. Em 354/360, foi tribuno das gentis e escutários. Em 360, sucedeu Ursicino como mestre da infantaria e em 361, foi enviado com Arbício por Constâncio II para proteger o Tigre, mas pela falta de tropas voltam a Hierápolis. Em novembro/dezembro, Juliano enviou-o para informar Aquileia que Constâncio havia morrido e causou a rendição da cidade. Foi membro do Tribunal da Calcedônia (361) e parece que então se aposentou. Em 364/365, Procópio fez-o retornar, mas o deserta na Batalha de Tiatira e ganha o perdão imperial; Sócrates e Sozomeno erroneamente afirmam que foi executado.